# Бытовка
Бытовка — разговорное название какого-либо временного вспомогательного помещения, используемого для бытовых нужд на предприятиях, стройках, дачных участках в качестве временного жилья, для хранения инструментов и инвентаря.
Кроме «бытовка», в разговорном русском языке можно найти множество подобных названий бытовых помещений используемых в различных местностях России, например: вагон-дом, балок, передвижка, барак и т. п.

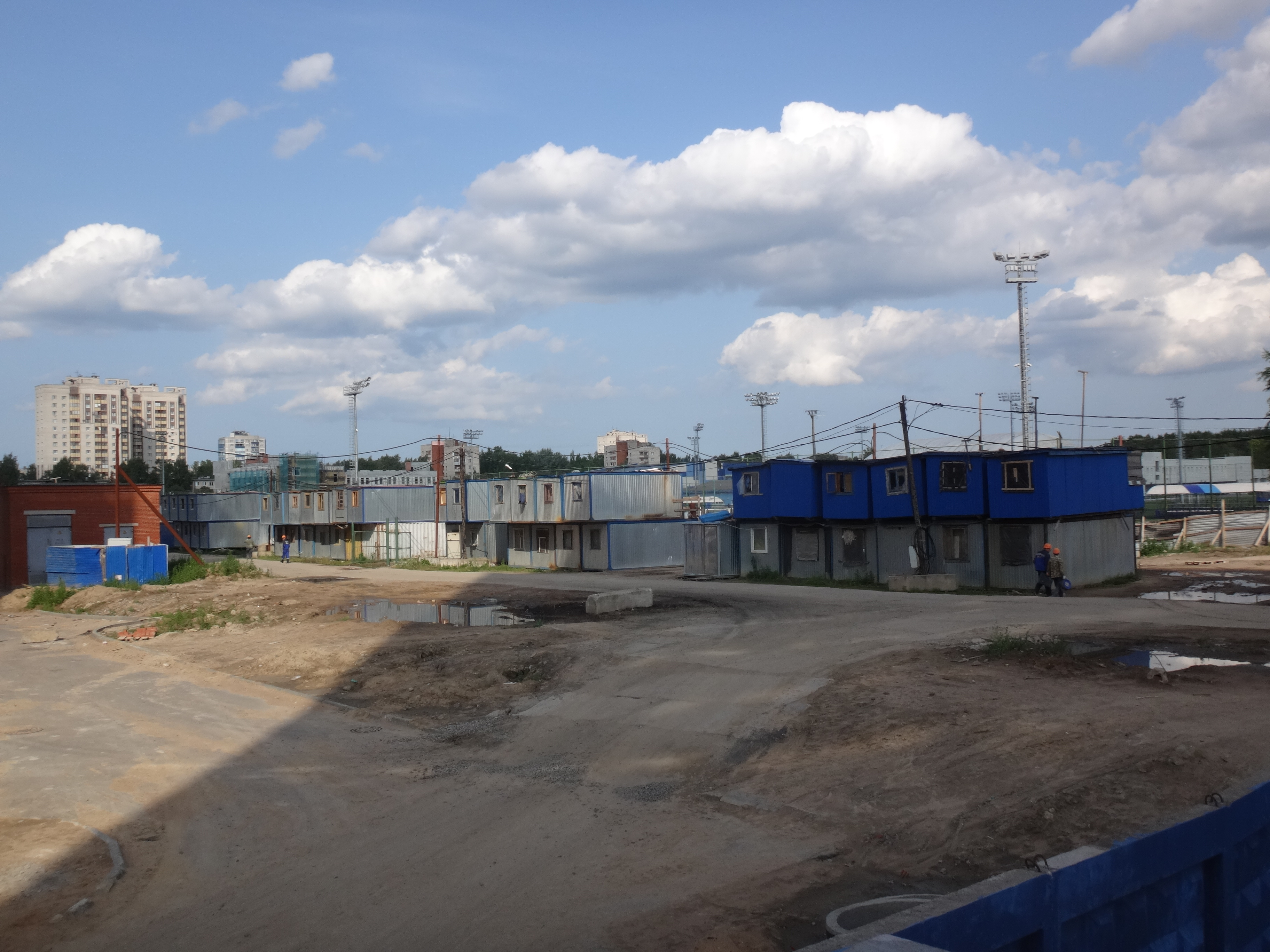
Ряды бытовок на стройплощадке

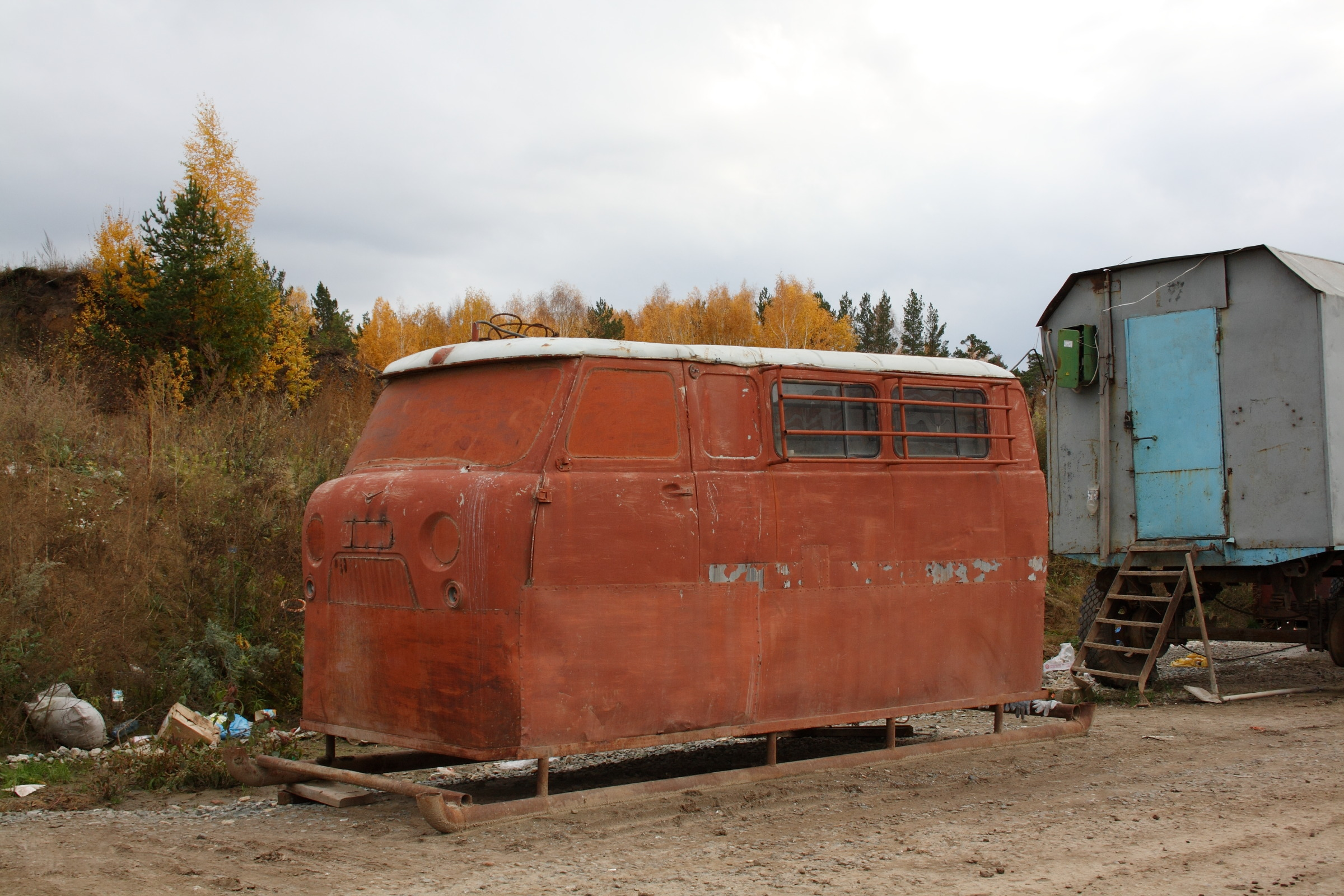
Бытовка из микроавтобуса УАЗ-452, Томск

Согласно толковому словарю С. И. Ожегова и Н. Ю. Шведовой:
- «Бытовка», -и, ж. (разг.). На предприятиях, стройках, фермах: подсобное помещение для бытового самообслуживания рабочих.
- «Балок» — на севере: временное жильё-домик, установленный на полозьях.
- «Передвижка» — передвижное, действующее, функционирующее, не на одном месте, не стационарно, культурно-просветительское или другое учреждение.
- «Барак» — здание лёгкой постройки, предназначенное для временного жилья.

Большая советская энциклопедия подробно описывает бытовые помещения («бытовки») и вспомогательных зданий и помещений, которые используются для обустройства быта сотрудников на предприятиях как санитарные помещения, помещения для обогрева, для складирования материалов, для питания рабочих, медицинского и культурного обслуживания сотрудников, для размещения административных, хозяйственных и технических служб.
В основном вспомогательные бытовые помещения временного назначения (бытовки) изготовляются как небольшие мобильные (передислоцируемые) здания контейнерного типа или сборно-разборного типа до 2-х этажей. Основой конструкции мобильных зданий служат блок-контейнеры (объёмные элементы полной заводской готовности).
Конструкция, параметры и термины вспомогательных бытовых помещений временного назначения (бытовок), применяемых для нужд строительства, а также внутренних инженерных коммуникаций мобильных зданий регламентируется:
1. ГОСТ 22853-86 Здания мобильные (инвентарные). Общие технические условия.
2. ГОСТ 25957-83 Здания и сооружения мобильные (инвентарные). Классификация термины и определения.
3. ГОСТ 23274-84 Здания мобильные (инвентарные). Электроустановки.
4. ГОСТ 23345-84 Здания мобильные (инвентарные). Системы санитарно-технические.

А также другими ГОСТами и СНиПами.
Строительные бытовки используются для временного пребывания рабочих на стройках. Они предназначены для отдыха, приёма пищи, смены одежды, а также временного проживания в целом, если речь идёт о географически удалённых объектах.
Для бытовых нужд широкое распространение получили деревянные бытовки щитового типа, часто используемые дачниками в начале освоения дачного участка, где ещё нет капитального жилья. Деревянные бытовки отличаются от мобильных зданий из блок-контейнеров более коротким сроком службы, но они более дёшевы.